# Paroi abdominale
En anatomie, la paroi abdominale représente les limites de la cavité abdominale. La paroi abdominale est divisée en parois antérolatérale et postérieure.
Il existe un ensemble commun de couches recouvrant et formant toutes les parois : la plus profonde étant le péritoine viscéral, qui recouvre de nombreux organes abdominaux (la plupart des gros et petits intestins, par exemple), et le péritoine pariétal - qui recouvre les viscères péritoine en dessous, la graisse extrapéritonéale, le fascia transversalis, l'aponévrose interne et externe oblique et transversale de l'abdomen et une couche de fascia, qui porte des noms différents selon ce qu'elle recouvre (par exemple, transversalis, psoas fascia).

## Structure
Le contour de la paroi abdominale est à peu près hexagonal. Son bord supérieur est délimité par les marges côtières, les bords latéraux par les lignes médio-axillaires et les bords inférieurs délimités par la moitié antérieure de la crête iliaque, les ligaments inguinaux, la crête pubienne et la symphyse pubienne.

## Couches
En anatomie humaine, les couches de la paroi abdominale antérolatérale sont (du superficiel au profond), :  
- Peau
- Tissu sous-cutané
- Fascia
  - Fascia du campeur - couche superficielle grasse.
  - Fascia de Scarpa - couche fibreuse profonde.
  - Fascia abdominal superficiel
- Muscle
  - Muscle abdominal oblique externe de l'abdomen
  - Muscle abdominal oblique interne de l'abdomen
  - Muscle droit de l'abdomen
  - Muscle transverse de l'abdomen
  - Muscle pyramidal de l'abdomen
- Fascia transversalis
- Graisse extrapéritonéale
- Péritoine

## Surface intérieure
La surface contient plusieurs ligaments séparés par des fosses : 
| Ligament/pli              | Reste de                           | Fosse latérale           | Hernie                      |
| Ligament ombilical médian | Ouraque                            | Fosse supravésicale      | Hernie supravésicale (rare) |
| Ligament ombilical médial | Artère ombilicale                  | Fosse inguinale médiale  | Hernie inguinale directe    |
| Pli ombilical latéral     | Vaisseaux épigastriques inférieurs | Fosse inguinale latérale | Hernie inguinale indirecte  |

## Sources et références
1. 1 2  Keith L. Moore, Arthur F. Dalley et Anne M.R. Agur, Clinically Oriented Anatomy, Philadelphia, PA, Lippincott Williams & Wilkins, 2014, 180–186 p. (ISBN 978-1-4511-1945-9)
2. 1 2  Richard L. Drake, A. Wayne Vogl et Adam W. M. Mitchell, Gray's Anatomy For Students, Philadelphia, PA, Churchill Livingstone, 2015, 259–260 p. (ISBN 978-0-7020-5131-9)
3. ↑  (en) Mahadevan, « Anatomy of the anterior abdominal wall and groin », Surgery (Oxford), vol. 27, no 6,‎ juin 2009, p. 251–254 (DOI 10.1016/j.mpsur.2009.03.002, lire en ligne)
4. ↑  (en) « Morphologic Variations of the Umbilical Ring, Umbilical Ligaments and Ligamentum Teres Hepatis », ResearchGate (consulté le 2 septembre 2019)